# Charlie Rouse
Charlie Rouse (6 de abril de 1924 – 30 de noviembre de 1988) fue un flautista y saxofonista estadounidense de hard bop. Su carrera estuvo marcada por su colaboración durante más de diez años con el pianista Thelonious Monk.

## Biografía
Rouse nació en Washington D. C. en 1924. En un principio comenzó a tocar el clarinete para más tarde cambiarlo por el saxofón.
Rouse comenzó su carrera profesional integrándose en 1944 en la orquesta de Billy Eckstine. En 1945 se unió a la Big Band de Dizzy Gillespie y posteriormente a la orquesta de Duke Ellington, en la que permaneció hasta 1950. Ese mismo año se unió a la banda de Count Basie. En 1953 formó parte de Bull Moose Jackson And His Buffalo Bearcats y en 1955 se unió al sexteto de Oscar Pettiford. Realizó su debut discográfico con Tadd Dameron en 1947, y en 1957 participó en un notable álbum junto a Paul Quinichette.
En 1959 se unió al cuarteto de Thelonious Monk, con quien permaneció hasta 1970. Durante los años 80 fue miembro fundador del grupo Sphere, que en sus inicios fue creado como banda tributo a Monk.
Charlie Rouse falleció a consecuencia de un cáncer de pulmón el 30 de noviembre de 1988 en el Hospital Universitario de Seattle a los 64 años de edad.
En 1999 el asteroide 10426 Charlierouse, descubierto por el astrónomo Joe Montani, del proyecto Spacewatch, fue oficialmente llamado Rouse en su honor.

## Discografía

### Como líder
- 1957: The Chase Is On (Bethlehem) con Paul Quinichette
- 1958: Just Wailin' (New Jazz) con Herbie Mann, Kenny Burrell y Mal Waldron
- 1960: Takin' Care of Business (Jazzland)
- 1960: Yeah! (Epic) –
- 1961: We Paid Our Dues (Epic) – shared LP con Seldon Powell
- 1962: Bossa Nova Bacchanal (Blue Note)
- 1973: Two Is One (Strata-East)
- 1977: Cinnamon Flower (Casablanca)
- 1977: Moment's Notice (Storyville)
- 1981: The Upper Manhattan Jazz Society (Enja) - reeditado en 1985
- 1984: Social Call (Uptown) con Red Rodney
- 1988: Soul Mates (Uptown) con Sahib Shihab – reeditado en 1993
- 1988: Epistrophy (Landmark)

### Con Julius Watkins como Les Jazz Modes/The Jazz Modes
- 1956: Jazzville Vol. 1 (Dawn) – shared LP with Gene Quill-Dick Sherman Quintet
- 1956: Les Jazz Modes (Dawn)
- 1957: Mood in Scarlet (Dawn)
- 1958: The Most Happy Fella (Atlantic)
- 1959: The Jazz Modes (Atlantic)

### Con Sphere
- Four in One (Elektra/Musician, 1982)
- Flight Path (Elektra/Musician, 1983)
- Sphere On Tour (Red, 1985)
- Pumpkin's Delight (Red, 1986 [1993])
- Four for All (Verve, 1987)
- Bird Songs (Verve, 1988)

### ConThelonious Monk
- At Town Hall (Riverside, 1959)
- 5 by Monk by 5 (1959)
- Thelonious Monk at the Blackhawk (Riverside, 1960)
- Monk in France (Riverside, 1961)
- Thelonious Monk in Italy (Riverside, 1961 [1963])
- Monk in Copenhagen (1961)
- Criss Cross (Columbia, 1962)
- Monk's Dream (Columbia, 1963)
- At Newport 1963 and 1965 (1963, 1965)
- Monterey Jazz Festival '63 (1963)
- Big Band / Quartet In Concert (Columbia 1963)
- It's Monk's Time (Columbia, 1964)
- Monk (Columbia 1964)
- Live at the It Club (Columbia, 1964)
- Live At The Jazz Workshop (Columbia 1964)
- Monk In Paris (1965)
- Olympia, 6 Mars 1965 (1965)
- Olympia, 7 Mars 1965 (1965)
- Paris At Midnight (1965)
- Straight, No Chaser (Columbia, 1966)
- The Nonet – Live! (1967)
- Underground (Columbia, 1968)
- Monk's Blues (Columbia 1969)